# Carex pseudohelvola
Carex pseudohelvola là một loài thực vật có hoa trong họ Cói. Loài này được Kihlm. mô tả khoa học đầu tiên năm 1888.